# So Taguchi

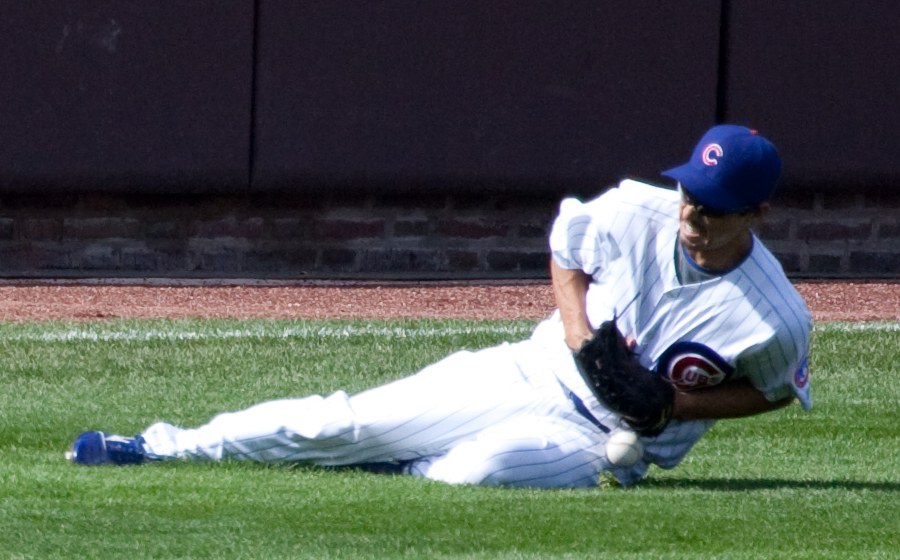

So Taguchi (2 de julho de 1969) é um jogador profissional de beisebol japonês.

## Carreira
So Taguchi foi campeão da World Series 2008 jogando pelo Philadelphia Phillies. Na série de partidas decisiva, sua equipe venceu o Tampa Bay Rays por 4 jogos a 1.